# 七仙岭温泉国家森林公园
七仙嶺溫泉國家森林公園（黎文方案：Hwoustoupuens nomsruns gokgex ghang’hwous gongxhuis，海南話拼音方案：sid7 din1 un1 suan2/dua2 gog7 ge1 sim1 lim2 gong1 hhui21/yuan2，舊稱：七仙嶺溫泉旅游區，簡稱：七仙岭景区、七仙嶺或七指嶺），位於海南島保亭黎族苗族自治縣七仙岭温泉旅游区1号，處於保城鎮七仙嶺一带，距保亭縣城內8公里，總面積2200公頃。最高峰海拔約1126米，为盆地、三面環山，是一個熱帶雨林公園，公園包括森林區和溫泉區。1988年3月成為國家級森林公園，2009年，七仙岭景区委托保亭海航七仙岭景区开发管理有限公司运营，2016年12月29日獲批國家4A級旅遊景區。目前景區內已查明植物5000多種，動物800多種，是海南島保存完好的熱帶雨林之一。

## 自然生態
七仙岭由七座嶙峋的花岗岩山峰组成，山峰突出山体。公园里有一丛桫椤，杆高9米多，桫椤是被中華人民共和國列为一级保护的植物，它的古老历史可以追溯到恐龙时代。

## 空气质量
七仙嶺溫泉國家森林公園冬季空氣中的負離子含量在中國大陸的所有森林公園中處於較高水平，对人体健康有利。

## 溫泉資源
七仙嶺溫泉是海南最著名的溫泉之一，具有養生、保健、休閒、度假等功能。七仙嶺溫泉為偏矽酸重碳酸鈉複合型高溫礦泉，溫泉區共有泉眼47個，水溫高達93℃、分佈面積1.72km²，含較多微量元素，具有很好的醫療價值，是海南島溫度最高、泉眼最多的溫泉區域。目前，七仙嶺溫泉資源已廣泛應用於酒店、高爾夫、房地產等領域。

## 民間故事

### 甘工鳥
甘工鳥來源於黎族民間的愛情故事。從前，七仙嶺腳下有一個黎族姑娘叫婀甘。鄰村有一個年輕的獵人，叫拜和，然後婀甘和拜和相愛了。
峒主知道了，把婀甘抢到家中，婀甘向往自由生活，為了早日逃脫，婀甘將銀叉、銀頸環、銀手鐲搗成一對銀翅，戴在身上。他變成一隻鳥，飛走了。拜和聽說自己心愛的阿甘變成了一隻鳥，也跟着飛走了，兩隻美麗的鳥兒在七仙嶺的雲霧間展翅飛翔。

### 七仙女战风神
傳說古時候，王母娘娘派七仙女下凡，想看看七仙嶺的溫泉能不能和天宮的瑤池相媲美。風神知道了，他也想佔據這裏作為避風港，可是他每次來這裏玩的時候，都會帶來暴雨，淹沒大片土地，破壞美麗的鄉村。七仙女又驚又怒，向玉皇大帝請願，與風神進行了一場殊死搏鬥，終於打敗了風神，把他趕到了大海深處。
為了不讓風神再害，七仙女決心保護這片美麗的土地，永遠留在人間，後來變成了七座美麗的山峰，所以叫七仙嶺。

## 節慶
嬉水節是保亭黎族、苗族一年一度且隆重的傳統民俗節日。在農曆七月初七，男女老少從七仙溫泉相聚，取「聖水」，老人們用桔葉蘸着「聖水」灑在人們身上，以示保佑安康無災。人們還走到大街上，互相潑水表示祝福，嬉笑打鬧。
自2000年以來舉辦的七仙溫泉嬉水節，由保亭黎族苗族自治縣人民政府主辦，是農曆七月初七在七仙嶺溫泉國家森林公園，盛大一年一度舉辦的傳統民俗節日。七仙溫泉嬉水節於2010年榮獲「2010中國十大著名節慶品牌」稱號，並被聯合國教科文民間藝術組織授予榮譽稱號ㄧ「中國最具人氣的民間節會」。

## 外部鏈接
- 官方網站（页面存档备份，存于）
- 七仙岭4A景区（VR全景）（页面存档备份，存于）
- 心靈寰宇：七仙女下凡海南島（页面存档备份，存于）